# Thymus villosus subsp. lusitanicus
Thymus villosus subsp. lusitanicus é uma subespécie de planta com flor pertencente à família Lamiaceae. 
A autoridade científica da subespécie é (Boiss.) Cout., tendo sido publicada em Bol. Soc. Brot. 23: 87 (1907).

## Portugal
Trata-se de uma subespécie presente no território português, nomeadamente em Portugal Continental.
Em termos de naturalidade é endémica da Península Ibérica.

## Protecção
Não se encontra protegida por legislação portuguesa ou da Comunidade Europeia.